# Voodoo (álbum de D'Angelo)
Voodoo (en español: Vudú) es el segundo álbum de estudio del cantante, compositor y multiinstrumentalista estadounidense de neo soul D'Angelo. Fue publicado el 25 de enero de 2000 por Virgin. En la grabación, estuvo colaborando con miembros del colectivo musical Soulquarians, siendo producido por el mismo D'Angelo.
En el álbum se exploran los temas del amor, la sexualidad, la madurez y la paternidad; y se entremezclan sonidos como el funk, el neo soul, el jazz (en especial el sonido groove), y se amplían las influencias de su álbum debut Brown Sugar, de 1995.
Luego de una fuerte promoción, el álbum se convirtió en un éxito crítico y comercial. Debutó en las listas estadounidenses en el primer lugar, y estuvo 33 semanas en el Billboard 200. Con sencillos promocionales como «Devil's Pie», «Left & Right» y el vídeo de «Untitled (How Does It Feel)», la figura de D'Angelo ganó prominencia como un sex symbol para una nueva audiencia. Esto influyó en la cancelación de conciertos en su Voodoo Tour, su posterior ausencia de la escena musical y problemas personales.
En el 2003, la revista Rolling Stone incluyó al álbum en su lista de los 500 mejores álbumes de todos los tiempos, apareciendo en la posición 488. En la revisión de 2020, fue movido a la vigesimoctava posición.

## Antecedentes
Luego de la publicación de Brown Sugar (1995) y pasar dos años realizando giras promocionales, D'Angelo estuvo lidiando con un bloqueo del escritor. Menciona que debido al nacimiento de su hijo, el desarrollo de un nuevo álbum pudo tomar forma, citando: ”Muchas de las canciones que escribía eran sobre él, porque eso es lo que estaba ocurriendo en mi vida”.

## Lista de canciones
| N.º      | Título                                   | Duración |  |
| 1.       | «Playa Playa»                            | 7:07     |  |
| 2.       | «Devil's Pie»                            | 5:21     |  |
| 3.       | «Left & Right» (con Method Man y Redman) | 4:46     |  |
| 4.       | «The Line»                               | 5:15     |  |
| 5.       | «Send It On»                             | 5:57     |  |
| 6.       | «Chicken Grease»                         | 4:36     |  |
| 7.       | «One Mo'gin»                             | 6:15     |  |
| 8.       | «The Root»                               | 6:33     |  |
| 9.       | «Spanish Joint»                          | 5:44     |  |
| 10.      | «Feel Like Makin' Love»                  | 6:22     |  |
| 11.      | «Greatdayndamornin'/Booty»               | 7:35     |  |
| 12.      | «Untitled (How Does It Feel)»            | 7:10     |  |
| 13.      | «Africa»                                 | 6:13     |  |
| 01:18:54 |                                          |          |  |

## Posicionamiento en listas
| Listas (2000)                           | Mejor posición |
| --------------------------------------- | -------------- |
| Alemania (Offizielle Top 100)           | 68             |
| Canadá (Canadian Albums)                | 7              |
| Escocia (Scottish Albums)               | 100            |
| Estados Unidos (Billboard 200)          | 1              |
| Estados Unidos (Top R&B/Hip-Hop Albums) | 1              |
| Francia (SNEP)                          | 57             |
| Noruega (VG-lista)                      | 9              |
| Nueva Zelanda (RMNZ)                    | 10             |
| Países Bajos (Album Top 100)            | 28             |
| Reino Unido (UK Albums)                 | 21             |
| Reino Unido (UK Hip Hop and R&B Albums) | 3              |
| Suecia (Sverigetopplistan)              | 13             |
| Suiza (Schweizer Hitparade)             | 42             |

## Certificaciones
| País (Certificador) | Certificación | Ventas certificadas |
| --- | ------------- | ------------------- |
| Canadá (Music Canada) | Oro           | 50 000*             |
| Estados Unidos (RIAA) | Platino       | 1 000 000*          |
| Reino Unido (BPI) | Oro           | 100 000*            |
| ^cifras de envíos basadas únicamente en la certificación xcifras no especificadas basadas únicamente en la certificación |               |                     |